# Балахівське (заповідне урочище)
Балахі́вське — заповідне урочище в Україні. Розташоване на території Олександрійського району Кіровоградської області, на південний схід від селища Інгулецьке.
Площа — 318 га, статус отриманий у 2012 році. Перебуває у віданні ДП «Долинське лісове господарство» (Петрівське лісництво, кв. 39, вид. 21-25; кв. 41; кв. 42, вид. 7-20; кв. 45).